# 仮名 (通称)
仮名（けみょう）は、江戸時代以前に諱を呼称することを避けるため、便宜的に用いた通称のこと。

## 歴史
仮名（けみょう）としては当初（鎌倉時代頃まで）は、太郎や次郎等の生まれた順にちなんだ呼び名が一般的であった。例とえば那須与一は十一男として生まれており、与一は「十余る一」、即ち十一に因む。もっとも、必ずしも正確に生まれ順に従う訳でなく、親の呼び名を継承したり、正室の子が先に生まれた側室の子を差し置いて太郎を名乗ったり、先祖に憚って重複を避ける場合があった。例えば源義経は九郎を名乗っているが、実際は八男であったという説が存在する。太郎、次郎などの呼び名は使われる頻度も高いため、同姓同名が多くなり紛らわしいので、さらに別の字をつけて区別する場合があった。例えば源義家の八幡太郎、源為朝の鎮西八郎、坂田金時の金太郎などである。
鎌倉時代以降には、官職にちなんだ「〜兵衛」「〜左衛門」「〜右衛門」「〜之介」「〜助」「〜之丞」「〜之允」「〜之進」といった仮の名を用いるようになる。元は京都大番役を務めた武士が、その際に官職を受けて名乗っていたが、その機会を得なかった場合や、室町時代以降に京都大番役そのものが無くなると、あたかも官職名のような通称を名乗るようになった。
室町時代になると、大名などの主君が朝廷の許可を経ず、被官や家臣に対して独自に受領名（官職）を授ける風習が生まれ（その文書を「官途書出あるいは受領書出」「官途状」と謂う）、勝手に官名を称する自官という風習も生まれた。さらにそうした風習が転じて、戦国時代から朝廷の官職体系には存在しない官名風の通称（例えば作左衛門尉）も主君から家臣に対して授与する（その文書を「仮名書出」という）ものまで登場する。総じて四等官を除いた百官名や東百官などがそれであり、武士を呼称する場合の呼び名として確立されていった。
生まれ順に由来する呼び名と、官職に由来する呼び名は概念が違うため、その双方を同時に持つ場合もあった。例えば織田信長は生まれ順にちなんだ三郎（実際は次男、三男とも言われるが、彼の場合は父信秀の仮名を踏襲したもの）と官職にちなんだ上総介、遠山景元は生まれ順にちなんだ金四郎（実際は長男）と官職にちなんだ左衛門尉、複数の呼び名を持つ。
なお、実名、本名である諱、通称である仮名の区別は、明治3年12月22日（1871年2月11日）の太政官布告「在官之輩名称之儀是迄苗字官相署シ来候処自今官苗字実名相署シ可申事」と、明治4年10月12日（1871年11月24日）の太政官布告「自今位記官記ヲ始メ一切公用ノ文書ニ姓尸ヲ除キ苗字実名ノミ相用候事」、および明治5年5月7日（1872年6月12日）の太政官布告「従来通称名乗両様相用来候輩自今一名タルヘキ事」により、諱と仮名を併称する事が公式に廃止されており、今日では人名として諱・仮名の区別なく命名されている。

## 仮名の種類
受領名
朝廷や寺院が出入りの商工業関係者に対して授けた官名のこと。また、大名が功績を挙げた配下の武将に対して授けた非公式な官名のことをいう。詳細は受領名の項目を参照。
百官名、東百官
上記の通り、主に室町時代以降、武士階級に用いられた官職風の人名である。百官名と東百官については、非常に類似性を帯び、ほぼ同じような感覚で用いられたが、由緒、起源はそれぞれ異なる。詳細は各該当項目を参照。
〜左衛門、〜右衛門、〜左兵衛、〜右兵衛
〜左衛門、〜右衛門、〜左兵衛、〜右兵衛といった名前は、律令時代に衛府に配備された人々が徴用期間を終えて帰郷した際、任を終えた証として所属していた部署名にちなんだ名前を名乗るようになったのが始まりといわれている。とりわけ名誉ある名として、領民階級の間でも尊ばれた。時代が下った後も、武士階級、町人階級問わず広く用いられたが、武士階級が仮名なのに対して、諱を持たぬ町人の場合は正真正銘の本名として用いられた。
輩行名
今日も日本人の名前として広く用いられる。太郎、次郎といった名乗りがこれにあたる。詳細は該当項目を参照。
〜之介、〜之進、〜之丞
武士が官職風の仮名を名乗る過程で、京官の地下人たる「進」、地方官（国府）の次官である「介」「助」、判官職である「丞」「掾」などの呼称が人名として用いられるようになる（鉄之助、雪之丞など）。町人の中にも助という名乗りをする者がいたが、「〜介」「〜之介」「〜之進」などの名乗りはほとんど武士階級のみが用いた。「〜之丞」「〜之掾」は、役者や浄瑠璃語りなどの名乗りに多く見られる。